# Muzeum Domków Lalek, Gier i Zabawek w Warszawie
Muzeum Domków Lalek, Gier i Zabawek (dawniej Muzeum Domków dla Lalek) – muzeum specjalizujące się w historycznych domach dla lalek, grach i zabawkach. Muzeum zlokalizowane jest przy ul. Podwale 15. Do 21.06.2024 roku placówka prowadziła oddział wystaw czasowych przy ul. Krzywe Koło 2/4, który został na stałe zamknięty

## Historia
Organizatorem muzeum jest Fundacja Belle Époque, zaś inicjatorką jego powstania założycielka i prezes fundacji – Aneta Popiel-Machnicka, która od 2006 zajmuje się kolekcjonowaniem i konserwacją domków dla lalek. Fundacja Belle Époque powstała, aby „propagować wiedzę i świadomość społeczeństwa odnośnie do roli zabawek i zabawy w historii cywilizacji, ze szczególnym uwzględnieniem domków dla lalek i miniatur jako dokumentu dawnych czasów, bogatej dziedziny sztuki i rzemiosła, zjawiska kulturalno-społecznego i edukacyjnego”. Pierwotna siedziba Muzeum została otwarta 1 czerwca 2016 w Dzień Dziecka, i mieściła się w gmachu Pałacu Kultury i Nauki w Warszawie. Muzeum w tej lokalizacji działało do końca października 2020 r.

## Działalność
Muzeum mieści się przy ulicy Podwale 15. Eksponowane są dwie wystawy stałe, składające się z kolekcji kilku tysięcy zabawek oraz ponad 100 historycznych domów, szpitali, szkół, sklepików dla lalek, a także jednej z większych w Europie kolekcji zabawek sakralnych.
Muzeum prowadzi liczne działania edukacyjne i kulturalne – warsztaty twórcze, gry muzealne oraz lekcje edukacyjne dla dzieci i młodzieży, a także różne zajęcia dla seniorów. Fundacja jest ponadto organizatorem działań poza placówką – spacerów po Warszawie oraz warsztatów charytatywnych.

## Nagrody
Fundacja i Muzeum zostały wielokrotnie nagrodzone za swą działalność edukacyjną i kulturalną.
W 2021 Muzeum otrzymało nagrodę – certyfikat „Najlepszy Produkt Turystyczny Mazowsza”.